# One Willoughby Square
One Willoughby Square, kurz 1WSQ, früher 420 Albee Square, ist ein 151 m hoher Wolkenkratzer im Stadtbezirk Brooklyn in New York City, Vereinigte Staaten. Der Büroturm ist mit Stand 2024 das höchste Bürogebäude von Brooklyn.

## Beschreibung
Das Gebäude befindet sich im Stadtteil Downtown Brooklyn mittig in einem Stadtblock zwischen der Brooklyner Hauptgeschäftsstraße Fulton Street und Willoughby Street sowie zwischen Duffield Street und Albee Square West/Gold Street. Dem Gebäude schließt sich nördlich die 2024 neu eröffnete Parkanlage „Abolitionist Place“ an, die nach der Abolitionismus-Bewegung benannt ist. Die nächstgelegenen Stationen der New York City Subway sind „Hoyt Street“ mit den Linien  und „DeKalb Avenue“, wo die Linien  verkehren.
Für den Entwurf von One Willoughby Square engagierte der Bauherr JEMB Realty zunächst 2014 die SLCE Architects und 2017 das renommierte Architekturbüro Kohn Pedersen Fox (KPF). Das Bauwerk wurde schließlich vom Architekturbüro FXCollaborative entworfen und von 2018 bis 2021 errichtet. Die offizielle Eröffnung fand am 15. Juni 2021 im Beisein des damaligen New Yorker Bürgermeister Bill de Blasio statt. Der Wolkenkratzer ist 150,9 Meter (495 Fuß) hoch und hat 34 Etagen. Der im Grundriss T-förmige Turm verfügt am Ostflügel an der Albee Square West über eine Fassade aus Glas und vorgefertigten Paneelen mit kobaltblau glasierten Ziegeln sowie drei umlaufende Galerien mit zurückgesetzten Fensterfronten. Die gitterartigen Fensterflächen sind im Fabrikstil gestaltet. Der zur Duffield Street zeigende Westflügel hat eine in grauen Tönen gehaltene Verkleidung mit einem pixeligen Muster. Die meisten Stockwerke haben besonders hohe Deckenhöhen. Im Gebäudesockel ist auf den ersten sechs Etagen seit September 2024 die öffentliche Grundschule „Albee Square Montessori Public School“ für 332 Kinder untergebracht. Bei der Innenausstattung haben die Büros von FXCollaborative in der Nachhaltigkeit landesweit gesehen die höchste LEED-Platin-Zertifizierung erhalten. Der Büroturm selbst wurde mit LEED-Silber und dem 2024 PCI Design Awards „Best Office Building“ ausgezeichnet.
Im 1WSQ sind insbesondere Unternehmen aus den Bereichen Architektur, Gesundheitswesen und Beratung angesiedelt. Zu den Mietern gehören Stand 2022 unter anderem auf drei Etagen das Architekturbüro FXCollaborative, die Non-Profit-Organisation Ms. Foundation for Women, die familiengeführte Investmentfirma Walnut Ridge Family Office, die digitale Werbeagentur Big Spaceship, die Softwarefirma Propel Inc., die Firma Gemic (Strategie-, Innovations- und Denkpartner für Unternehmen) und seit 2024 die Kanzlei Rubenstein Law. Die Regierungsbehörde Office of Court Administration des Staates New York, eine Gerichtsverwaltung, belegt zwei komplette Etagen.

## Ansichten

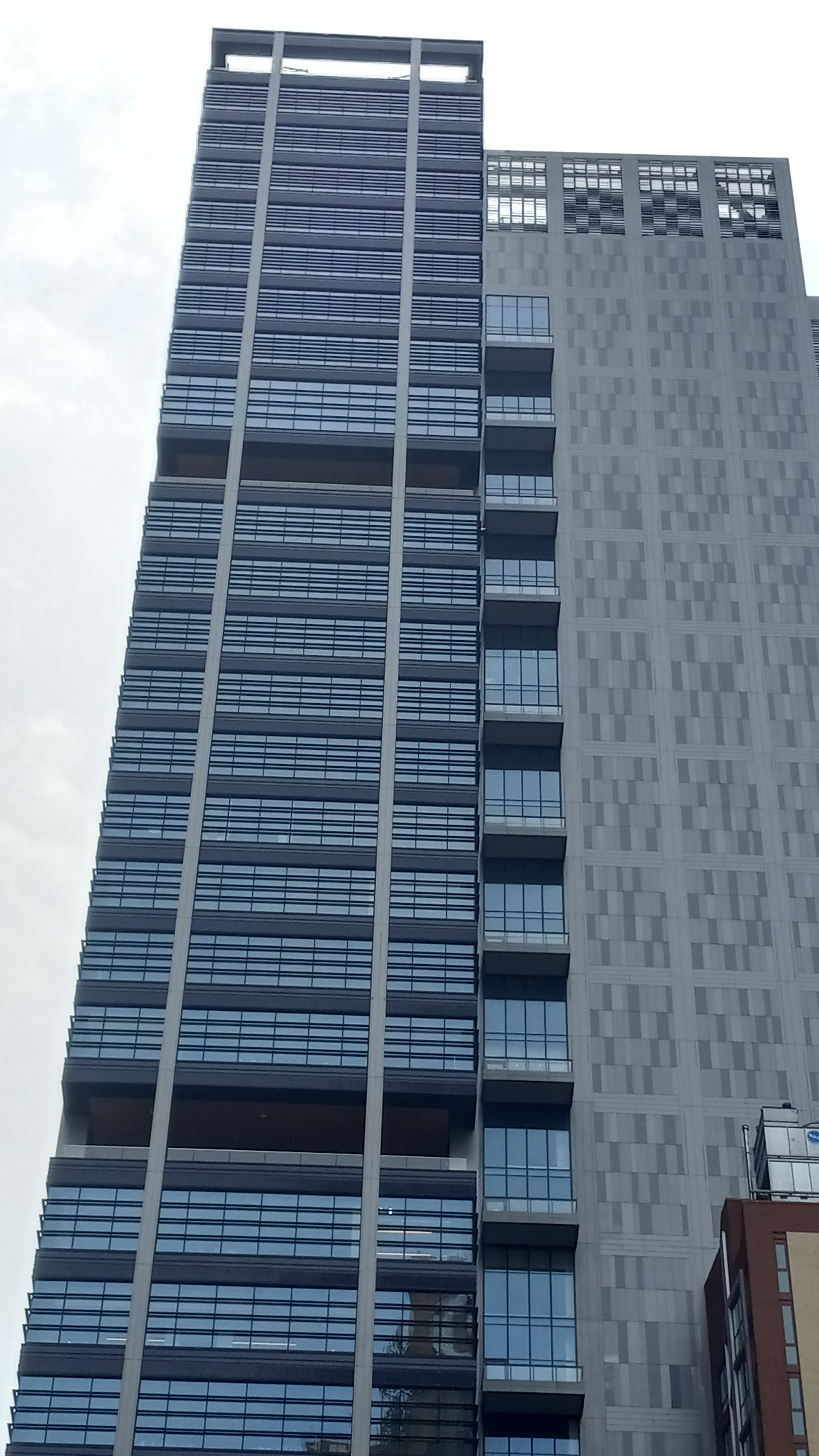
Ost- und Westflügel (rechts) am 20. Juli 2024
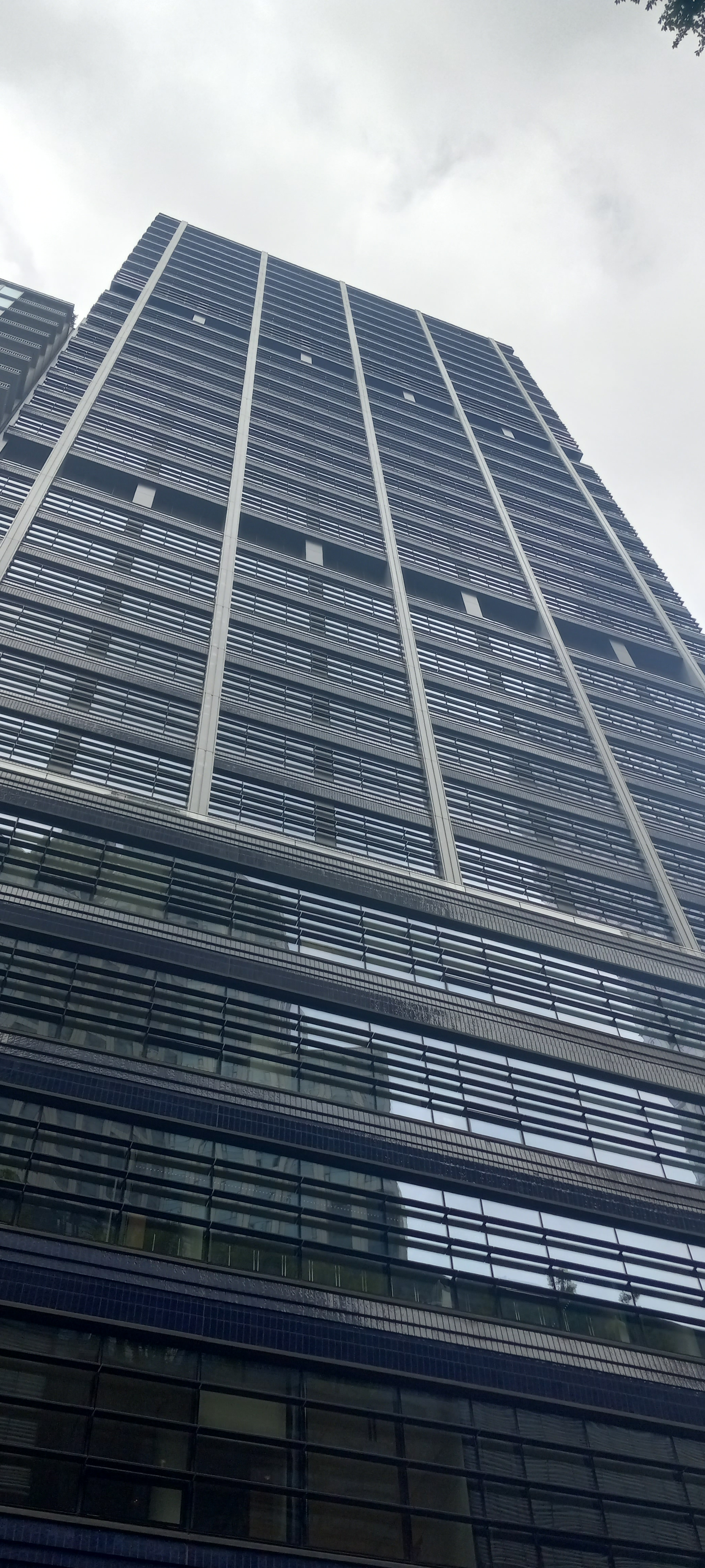
Vertikale Fassadenansicht
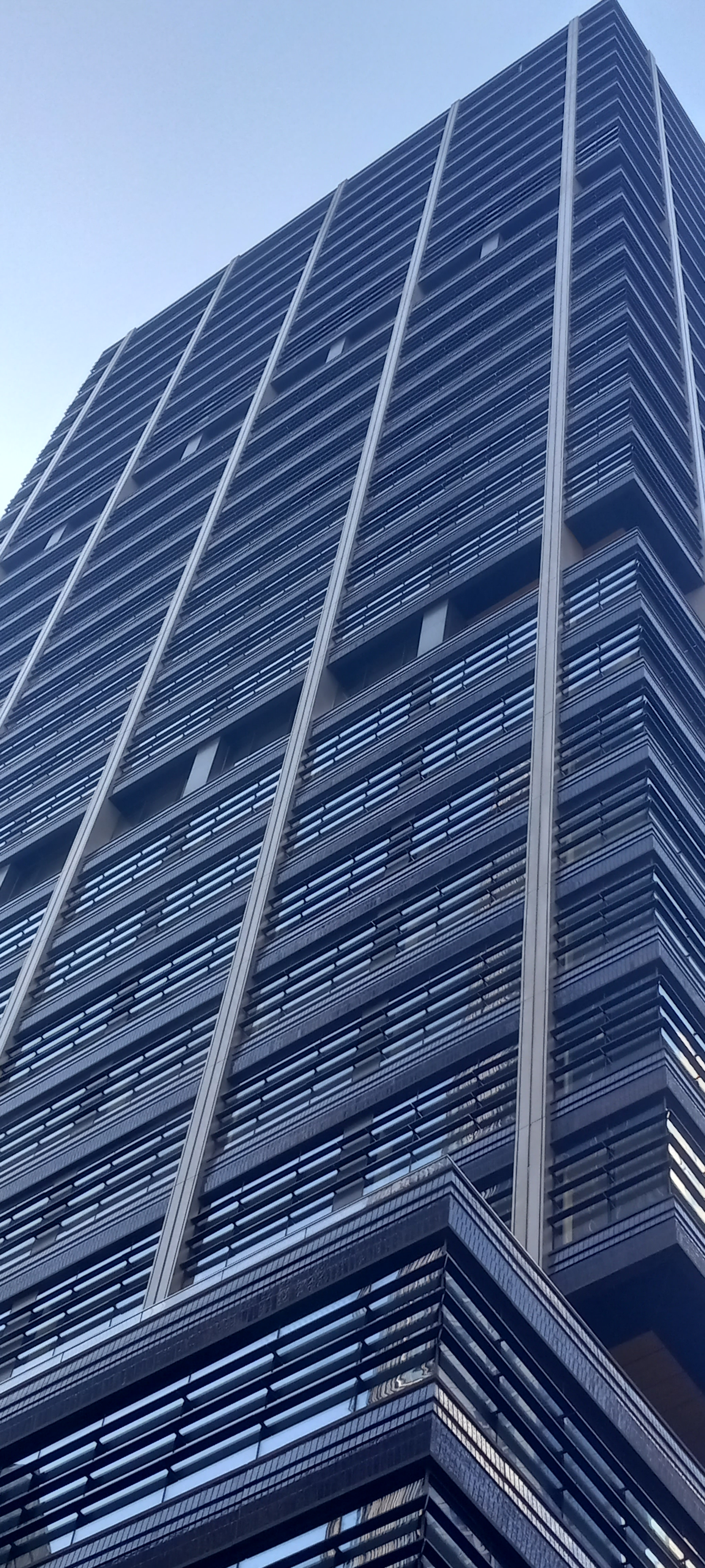
Der Turm im November 2024